# Fundashon pa Planifikashon di Idioma
De Fundashon pa Planifikashon di Idioma, (FPI) of Stichting voor Taalplanning is het in april 1998 opgerichte Curaçaose taalbureau, dat ook de taken heeft overgenomen van het voormalige overheidsbureau Sede di Papiamentu (dat bestond van 1983 tot 1998). De overheidsstichting is gevestigd op Curaçao en werd door de medewerkers onder leiding van de eerste directeur dr. Ronald Severing (1998-2014) vorm gegeven in opdracht van de eilandelijke overheid.
Het bureau is op velerlei wijzen actief in het ontwikkelen, voorbereiden, reguleren en ondersteunen van het Antilliaanse taalbeleid, zowel met betrekking tot het Papiamentu, het Nederlands, het Engels als het Spaans, al gaat de meeste aandacht uit naar de eerste taal. Het bureau produceert niet enkel beleidsstukken en studies, maar geeft veel aandacht aan de publicatie van nieuwe leermiddelen in het Papiamentu. Dit ten behoeve van de normalisering en brede implementatie van de algemene omgangstaal Papiamentu in het onderwijs. Een overzicht van het beschikbare materiaal is in jubilea-catalogi (2009 en 2014) uitgegeven.
De FPI onderscheidt bij haar taalbevorderende activiteiten en taalplanning drie aandachtsgebieden: statusplanning (taalbeleid en taalonderzoek), corpusplanning (taalbehoud en taalmodernisering) en distributieplanning (taal, onderwijs en media).